# Babiana ecklonii
Babiana ecklonii är en irisväxtart som beskrevs av Friedrich Wilhelm Klatt. Babiana ecklonii ingår i släktet Babiana och familjen irisväxter. Inga underarter finns listade i Catalogue of Life.